# Evropska snežna voluharica
Evrópska snéžna volúharica (znanstveno ime Chionomys nivalis) je razširjena v južni in srednji Evropi in manj v Aziji. V Sloveniji jo najdemo v Alpah, v dinarskem svetu in kraških območjih primorskega sveta. Obema območjema so skupne globoke apnenčaste skalne razpoke s hladnim zrakom. Ta ekološka posebnost je za snežno voluharico bolj odločilna kot nadmorska višina, saj je bila odkrita celo v najnižjih predelih Kraškega roba. 
To je srednje velika voluharica z dolgo in fino dlako. Hrbet je sivo rjav, trebuh pa srebrno siv. Rep, ki je približno enak polovici trupa z glavo, je svetel in nejasno dvobarven. Tačke so svetle. Med vsemi voluharicami ima najdaljše brke.
Živi v skalnih razpokah v visokogorskem svetu. Najdemo pa jo tudi nižje, v bližini jamskega okolja (globoke skalne razpoke). Večinoma se izogiba gozda. Najbolj je aktivna ponoči. Dobro pleza po skalah. Hrani se z zelenimi deli rastlin in plodovi.

## Razmnoževanje
Samica povrže mladiče od junija do avgusta, v nižjih legah pa tudi decembra. Imajo od 2-5 mladičev. Plenijo jih ujede, sove in podlasice.

## Podvrste
Populacije snežne voluharice s posameznih gorskih območij so med seboj izolirane in se morfološko razlikujejo. Za snežne voluharice iz celotne Slovenije je značilen temen hrbet. Populacija iz Snežnika je v povprečju večja od tiste iz Julijskih Alp.